# Tertiärstruktur
En proteinmolekyls storskaliga tredimensionella struktur kallas tertiärstruktur. Tertiärstrukturen beror på hur proteinets sekundärstruktur har veckats, rullats ihop etc. Även om två olika proteiner nästan har samma primärstruktur, kan dess tertiärstrukturer vara helt skilda, vilket ger proteinerna olika funktion, till exempel som enzymer.